# Rallye des Asturies

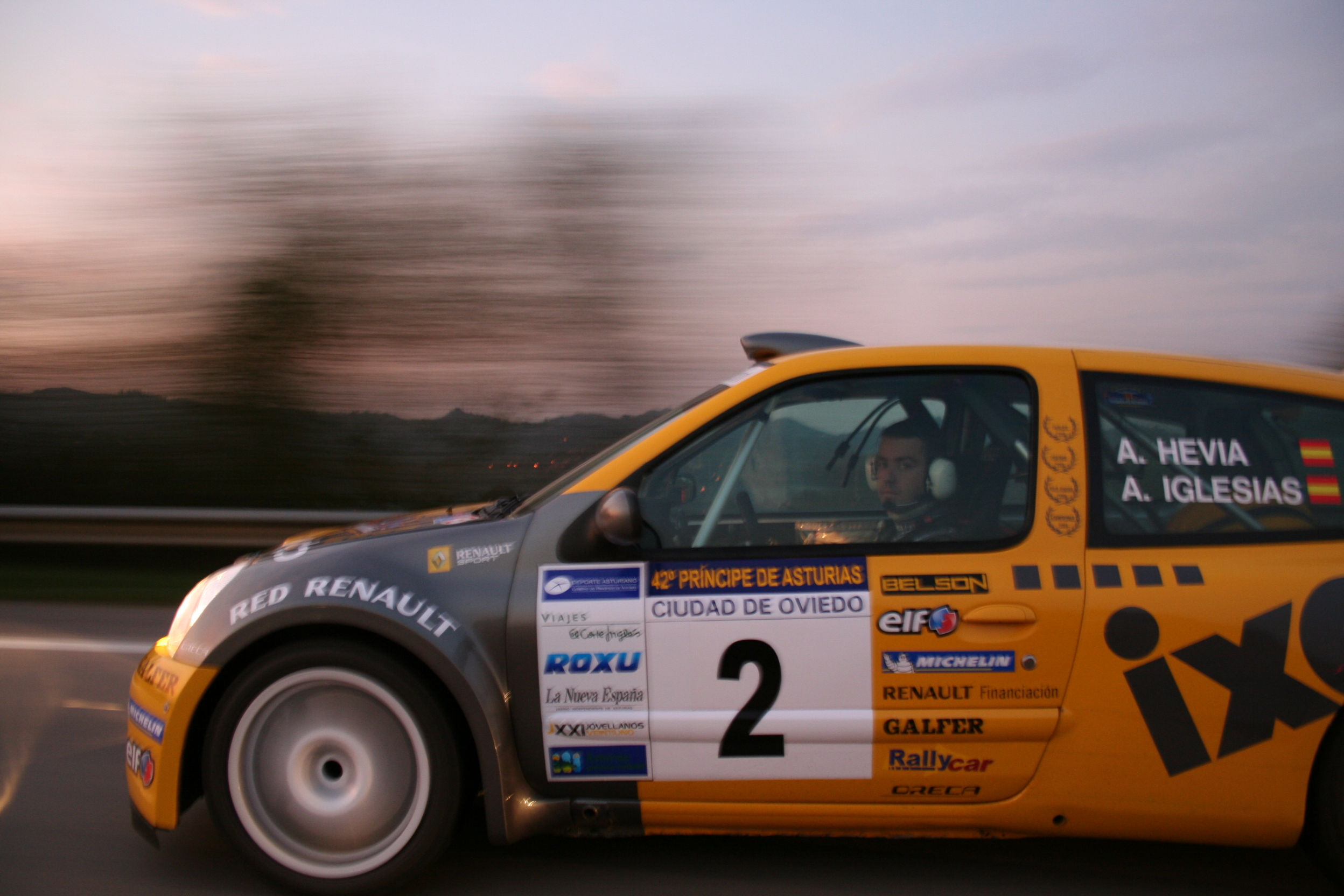
Le pilote Alberto Hevia dans une Renault Clio S1600, au Rallye des Asturies, en 2005.

Le Rallye des Asturies (ou Rally Príncipe de Asturias), est une compétition annuelle de rallye automobile espagnole organisée en Principauté des Asturies, ayant un demi-siècle d'existence.

## Histoire
Se déroulant en septembre chaque année sous l'égide de l'Automóvil Club Principado de Asturias (ACPA), la compétition est souvent comptabilisée pour le Championnat d'Europe des rallyes, à partir de 1982 (avec un coefficient maximum en zone ouest atteint en 2005).

## Palmarès

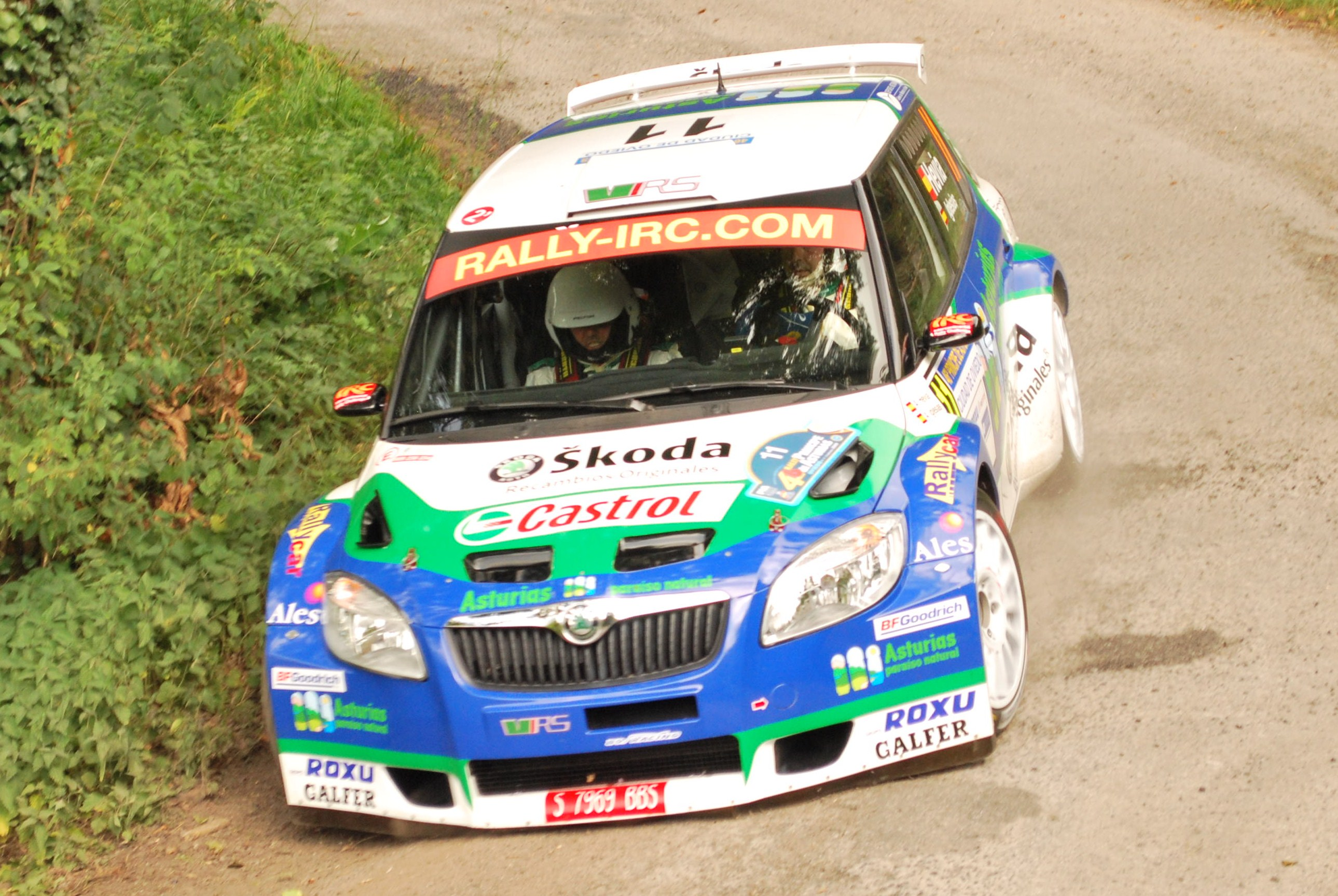
Aberto Hevia en 2009 (vainqueur en 2010 et 2011).

| Année | Édition                           | Pilote                     | Copilote             | Voiture                    | Championnats    |                 |
| ----- | --------------------------------- | -------------------------- | -------------------- | -------------------------- | --------------- | --------------- |
| 1964  | 1re Rally de la Ciudad de Oviedo  | Luis Huerta                | José Luis Tuya       | Ford Cortina Lotus         |                 |                 |
| 1965  | 2e Rally de la Ciudad de Oviedo   | Luis Fernández Trabanco    | Manuel González      | Morris 1.100               |                 |                 |
| 1966  | 3e Rally de la Ciudad de Oviedo   | Pedro Puche                | Pedro Amengual       | Saab 99 Sport              |                 |                 |
| 1967  | 4e Rally de la Ciudad de Oviedo   | Roter Barón Ben            | Ricardo Muñoz        | Porsche 911                |                 |                 |
| 1968  | 5e Rally de la Ciudad de Oviedo   | Bernard Tramont            | Ricardo Muñoz        | Alpine A110                |                 |                 |
| 1969  | 6e Rally de la Ciudad de Oviedo   | Bernard Tramont            | Luis Blasco          | Alpine A110                |                 |                 |
| 1970  | 7e Rallye Premio Ciudad de Oviedo | Eladio Doncel              | Juan A. Conde        | Porsche 911 S              |                 |                 |
| 1971  | 8e Rallye Premio Ciudad de Oviedo | Alberto R. Jiménez         | Juan A. Conde        | Porsche 911 S              |                 |                 |
| 1972  | 9e Rallye Ciudad de Oviedo        | Estanislao Reverter        | Antonio Reverter     | Alpin che A110             |                 |                 |
| 1973  | 10e ?                             | J. I. Villacieros          | J.A. Lobo            | Alpine A110                |                 |                 |
| 1974  | 11e ?                             | Salvador Cañellas          | Daniel Ferrater      | Seat 1430-1800             |                 |                 |
| 1975  | 12e Rallye Príncipe de Asturias   | Antonio Zanini             | Eduardo M. Adam      | Seat 1430-1800             |                 |                 |
| 1976  | Épreuve annulée                   | Épreuve annulée            | Épreuve annulée      | Épreuve annulée            | Épreuve annulée | Épreuve annulée |
| 1977  | 14e Rally Príncipe de Asturias    | José María Puig            | Enrique              | Seat 124/1800              |                 |                 |
| 1978  | 15e Rally Príncipe de Asturias    | Tino Suárez                | J.B. Pino            | Seat FL-80                 |                 |                 |
| 1979  | 16e Rally Príncipe de Asturias    | Aladino Martínez           | López                | Seat 124/1200              |                 |                 |
| 1980  | 17e Rally Príncipe de Asturias    | José Antonio López-Fombona | L. Menéndez          | Fiat 131 Abarth            |                 |                 |
| 1981  | 18e Rally Príncipe de Asturias    | Genito Ortiz               | Susi Cabal           | Renault 5 Turbo 2          |                 |                 |
| 1982  | 19e Rally Príncipe de Asturias    | Antonio Zanini             | J. Sabater           | Talbot Sunbeam Lotus       | ERC             |                 |
| 1983  | 20e Rally Príncipe de Asturias    | Genito Ortiz               | R. Mínguez           | Renault 5 Turbo            | ERC             |                 |
| 1984  | 21e Rally Príncipe de Asturias    | Salvador Serviá            | J. Sabater           | Opel Manta 400             | ERC             |                 |
| 1985  | 22e Rally Príncipe de Asturias    | Salvador Serviá            | J. Sabater           | Lancia 037 Rallye          | ERC             |                 |
| 1986  | 23e Rally Príncipe de Asturias    | Fabrizio Tabaton           | Tedeschini           | Lancia Delta S4            |                 |                 |
| 1987  | 24e Rally Príncipe de Asturias    | Carlos Sainz               | Antonio Boto         | Ford Sierra Cosworth       |                 |                 |
| 1988  | 25e Rally Príncipe de Asturias    | Alex Fiorio                | L. Pirollo           | Lancia Delta HF-1          |                 |                 |
| 1989  | 26e Rally Príncipe de Asturias    | Pep Bassas                 | A. Rodríguez         | BMW M3                     |                 |                 |
| 1990  | 27e Rally Príncipe de Asturias    | Jesús Puras                | J. Arrate            | Lancia Delta Integrale 16v |                 |                 |
| 1991  | 28e Rally Príncipe de Asturias    | José María Ponce           | José Carlos Deniz    | BMW M3                     |                 |                 |
| 1992  | 29e Rally Príncipe de Asturias    | Pedro Diego                | Icíar Muguerza       | Lancia Delta Integrale 16v |                 |                 |
| 1993  | 30e Rally Príncipe de Asturias    | Daniel Alonso              | Salvador Belzunces   | Ford Escort Cosworth Gr.N  | ERC             |                 |
| 1994  | 31e Rally Príncipe de Asturias    | Oriol Gómez                | Marc Martí           | Renault Clio Williams      | ERC             |                 |
| 1995  | 32e Rally Príncipe de Asturias    | Luís Monzón                | José Carlos Deniz    | Ford Escort Cosworth       | ERC             |                 |
| 1996  | 33e Rally Príncipe de Asturias    | Oriol Gómez                | Marc Martí           | Renault Mégane Maxi        | ERC             |                 |
| 1997  | 34e Rally Príncipe de Asturias    | Jesús Puras                | Carlos del Barrio    | Citroën ZX 16V             | ERC             |                 |
| 1998  | 35e Rally Príncipe de Asturias    | Jesús Puras                | Carlos del Barrio    | Citroën Xsara Kit Car      | ERC             |                 |
| 1999  | 36e Rally Príncipe de Asturias    | Jesús Puras                | Carlos del Barrio    | Citroën Xsara Kit Car      |                 |                 |
| 2000  | 37e Rally Príncipe de Asturias    | Jesús Puras                | Marc Martí           | Citroën Xsara Kit Car      |                 |                 |
| 2001  | 38e Rally Príncipe de Asturias    | Luís Monzón                | José Carlos Déniz    | Peugeot 206 WRC            |                 |                 |
| 2002  | 39e Rally Príncipe de Asturias    | Manuel Cabo                | Eduardo González     | Citroën Saxo Kit Car       |                 |                 |
| 2003  | 40e Rally Príncipe de Asturias    | Enrique García Ojeda       | Raquel Fernández     | Peugeot 206 S1600          |                 |                 |
| 2004  | 41e Rally Príncipe de Asturias    | Alberto Hevia              | Alberto Iglesias Pin | Renault Clio S1600         | ERC             |                 |
| 2005  | 42e Rally Príncipe de Asturias    | Daniel Sordo               | Marc Martí           | Citroën C2 S1600           | ERC             |                 |
| 2006  | 43e Rally Príncipe de Asturias    | Daniel Solà                | Xavier Amigo         | Citroën C2 S1600           |                 |                 |
| 2007  | 44e Rally Príncipe de Asturias    | Enrique García Ojeda       | Jordi Barrabés       | Peugeot 207 S2000          |                 |                 |
| 2008  | 45e Rally Príncipe de Asturias    | Giandomenico Basso         | Mitia Dotta          | Fiat Grande Punto S2000    | IRC             |                 |
| 2009  | 46e Rally Príncipe de Asturias    | Jan Kopecký                | Petr Starý           | Škoda Fabia S2000          | IRC, ERC        |                 |
| 2010  | 47e Rally Príncipe de Asturias    | Alberto Hevia              | Alberto Iglesias Pin | Škoda Fabia S2000          | ERC             |                 |
| 2011  | 48e Rally Príncipe de Asturias    | Alberto Hevia              | Alberto Iglesias Pin | Škoda Fabia S2000          | ERC             |                 |
| 2012  | 49e Rally Príncipe de Asturias    | Joan Vinyes                | Jordi Mercader       | Suzuki Swift S1600         | ERC             |                 |